# Aurel Vlaicu (stacja metra)
Aurel Vlaicu – stacja metra w Bukareszcie, na linii M2. Stacja została otwarta w 1987. Stacja została nazwana imieniem rumuńskiego inżyniera i pioniera lotnictwa - Aurela Vlaicu (1882–1913).